# NGC 7007
NGC 7007 је елиптична галаксија у сазвежђу Индијанац која се налази на NGC листи објеката дубоког неба.
Деклинација објекта је - 52° 33' 7" а ректасцензија 21h 5m 27,8s. Привидна величина (магнитуда) објекта NGC 7007 износи 11,9 а фотографска магнитуда 12,9. Налази се на удаљености од 37,3000 милиона парсека од Сунца. NGC 7007 је још познат и под ознакама ESO 187-48, PGC 66069.